# Muredach
Muredach von Killala, auch Muiredach von Killala oder Murtagh, († 12. August 590) war im 6. Jahrhundert Gründerbischof von  Killala in Irland.
Muredach wird als ein alter Mann aus der Familie von Patrick von Irland erwähnt, der 442 oder 443 an die Spitze der Kirche von Killala berufen wurde. Eine andere, zuverlässigere Tradition will, dass er der Sohn von Eochaid ist, Nachkomme des Königs von Irland, Leaghaire, und datiert sein Episkopat in der Mitte des sechsten Jahrhunderts. Wahrscheinlich trat er nach ein paar Jahren zurück und zog sich auf eine Insel vor der Küste von Sligo in der Donegal Bay zurück.
Pius Bonifacius Gams vermutete die Existenz von zwei gleichnamigen Bischöfen, aber diese Lösung wird nicht von allen Historikern akzeptiert.
Er nahm an der Synode von Drumceat teil und traf 575 St. Columba in Easdara. Er gründete das Kloster Inishmurray in der Bucht von Killala.
Sein Heiligenkult wurde von Papst Leo XIII. mit einem Dekret vom 19. Juni 1902 bestätigt. Sein Gedenktag ist der 12. August.